# Aristóbulo II
Aristóbulo II (? - 48 a. C.) fue un rey de Judea y Sumo Sacerdote de la dinastía de los Asmoneos desde el 67 a. C. al 63 a. C. Era hijo de Alejandro Janeo y su esposa Salomé Alejandra.
Durante el reinado de Salomé Alexandra, se enfrentó a su madre por entregar a los consejeros de su padre al juicio de los fariseos, que ostentaban cada vez más poder. Contaba para ello con el apoyo de «los más poderosos» nobles judíos. Este enfrentamiento culminó con un golpe de Estado en el 67 a. C., aprovechando que Salomé se hallaba gravemente enferma. Aristóbulo reclutó un ejército en el Líbano, se ganó el favor de la mayor parte del país, y se proclamó rey. Durante la rebelión, su mujer e hijo fueron secuestrados por los fariseos, que los mantuvieron como rehenes. Salomé murió un mes más tarde, dejando el reino a su hijo Hircano II, lo que dio comienzo a una guerra civil.

## Guerra civil en Judea
Aristóbulo declaró entonces la guerra a Hircano, y le dio batalla frente a los muros de Jericó. La mayor parte del ejército de Hircano se pasó entonces al bando de su hermano, ante lo que ese decidió fortificarse en el interior de la ciudad, donde se hallaban prisioneros la esposa e hijo de Aristóbulo. Hircano abdicó pacíficamente en su hermano, retirándose de la vida pública y recibiendo a cambio una pensión vitalicia.

Reino asmoneo durante el reinado de Aristóbulo II

No obstante Hircano recibió presiones de Antípatro, gobernador militar de Edom, que no deseaba ver a Aristóbulo en el trono. Hircano se refugió en el reino nabateo de Aretas III, quien puso a su servicio un ejército de 50.000 árabes. De este modo, esperaba recuperar el control de las ciudades conquistadas por Alejandro Janneo al este del río Jordán.
En el 65 a. C., los aliados atacaron Judea. Aristóbulo fue derrotado y sitiado en Jerusalén, mientras la mayor parte de su ejército y la población judía desertaban al bando de Hircano. El asedio se prolongó durante meses, hasta que llegó a Judea Marco Emilio Escauro, tribuno militar de Pompeyo, procedente de Damasco. Escauro había escuchado las noticias de guerra en Judea, y viajó allí previendo obtener algún beneficio. Aristóbulo envió un emisario para ofrecer cuatrocientos talentos de oro al romano, e Hircano hizo otro tanto. Valorando las condiciones, Escauro se decantó por la oferta del rey, y envió emisarios a Aretas amenazándole con declararle enemigo de Pompeyo y del pueblo romano si no levantaba el sitio. Ante tal mensaje, el rey de Nabatea huyó aterrorizado de regreso a Amán.
Una vez levantado el sitio, Aristóbulo reunió todas sus fuerzas, persiguió a sus enemigos y les infligió una aplastante derrota, en la que murió el hermano de Antípatro, Falión.
Tras estos hechos, Aristóbulo hizo todo cuanto estuvo en su mano para mantener el favor de Roma. Envió a Pompeyo una jarra de oro, que fue expuesta en el museo capitolino de Roma, y a la que Flavio Josefo atribuye el valor de quinientos talentos. Cuando Pompeyo llegó finalmente a Damasco, terminada su campaña contra el Ponto y Armenia, recibió a un embajador de Aristóbulo, llamado Nicodemo, y a otro de Hircano, el mismo Antípatro. Emplazó entonces a los dos hermanos a reunirse con él al comienzo de la primavera, en Damasco. Pompeyo había sojuzgado ya toda Siria y Fenicia, y escuchó las alegaciones de Aristóbulo e Hircano, y de una tercera delegación, que representaba al pueblo judío.
Mientras Hircano acusó a su hermano de ostentar el cetro de Judea ilícitamente, Aristóbulo acusó a Hircano de pasividad e incompetencia. El pueblo, por su parte, no quería saber nada de ambos gobernantes y pretendía regresar a la teocracia sacerdotal anterior a la dinastía asmonea. Pompeyo escuchó a ambos, y según escribe Flavio Josefo, pareció inclinarse por el partido de Hircano, aunque aplazó su decisión hasta que regresara de su campaña contra los nabateos. Después, les despidió. Aristóbulo viajó con Pompeyo hasta la ciudad de Dión, esperando la resolución de Pompeyo pero, descontento con el romano, le abandonó sin mediar palabra.
El periodo que se caracteriza por la lucha entre los dos hermanos, Aristóbulo e Hircano, y por la interferencia del poder romano, que ya deja sentir su influencia en el Oriente. Hircano II, con Aretas III, rey de los nabateos, sitiaron Jerusalén en el 65 a. C.; pero fueron obligados a retirarse ante las presiones de Pompeyo. Hircano II y los fariseos llamaron en su auxilio contra Aristóbulo al idumeo Antípatro. Aristóbulo, por su parte, recurrió al legado de Pompeyo en Siria, que obligó a retirarse a los enemigos de Aristóbulo. Hasta que en el 63 a. C. Aristóbulo, Hircano II y una tercera delegación judía comparecen ante Pompeyo, en Damasco, a fin de regular la marcha de la política en Jerusalén.
En el otoño del 63 a. C. Pompeyo entró en Jerusalén y envió a Roma a Aristóbulo y a sus hijo Alejandro de Judea y Antígono Matatías; entregó de nuevo el cargo de sumo sacerdote al débil Hircano II. Judea se convirtió en un protectorado romano.
Alejandro logró escapar de Roma y en el 60 a. C. protagonizó una revuelta para derrocar a Hircano II y aunque inicialmente tuvo éxito, fue derrotado por Aule Gabini, procónsul romano de Siria. Arsitóbulo II logró escapar en 56 a. C. y se enfrentó infructuosamente a Gabini, hasta que éste marchó a combatir a Egipto en 56 a. C., lo que aprovechó Aristóbulo para derrotar Hircano. De vuelta Gabini derrotó de nuevo a Aristóbulo, pero a partir de allí el poder político de Hircano fue meramente nominal y Antípatro fue el verdadero jefe de gobierno a órdenes de los romanos y el país fue dividido en cinco territorios administrativos.
En plena guerra civil entre Pompeyo y Julio César, Aristóbulo II fue envenenado en Siria y su hijo Alejandro fue decapitado en Antioquía, por orden de Pompeyo.